# إيمانويل أوغستوس
إيمانويل أوغستوس (بالإنجليزية: Emanuel Augustus)‏ مواليد 2 يناير 1975 في شيكاغو، هو ملاكم أمريكي يصنف ضمن فئة وزن خفيف الوسط.

## إحصائيات
خاض خلال مسيرته 78 نزالا، فاز في 38 وتعادل في 6 وخسر في 34. فاز بالضربة القاضية في 20 نزالا.

## وصلات خارجية
- إيمانويل أوغستوس على موقع بوكس ريك (الإنجليزية) (registration required)

- الموقع الرسمي